# Yousef Al-Rawashdeh
Yousef Ahmad Mohammad Al-Rawashdeh (Dubai, 14 marzo 1990) è un calciatore giordano, attaccante dell'Al-Faisaly e della Nazionale giordana.

## Carriera
Gioca nel campionato giordano con l'Al Ramtha; dal 2013 fa parte della nazionale di calcio giordana, con cui ha partecipato alla Coppa d'Asia 2015.

## Statistiche

### Cronologia presenze e reti in nazionale
| Cronologia completa delle presenze e delle reti in nazionale ― Giordania | Cronologia completa delle presenze e delle reti in nazionale ― Giordania | Cronologia completa delle presenze e delle reti in nazionale ― Giordania | Cronologia completa delle presenze e delle reti in nazionale ― Giordania | Cronologia completa delle presenze e delle reti in nazionale ― Giordania | Cronologia completa delle presenze e delle reti in nazionale ― Giordania | Cronologia completa delle presenze e delle reti in nazionale ― Giordania | Cronologia completa delle presenze e delle reti in nazionale ― Giordania |
| Data                                                                     | Città                                                                    | In casa                                                                  | Risultato                                                                | Ospiti                                                                   | Competizione                                                             | Reti                                                                     | Note                                                                     |
| ------------------------------------------------------------------------ | ------------------------------------------------------------------------ | ------------------------------------------------------------------------ | ------------------------------------------------------------------------ | ------------------------------------------------------------------------ | ------------------------------------------------------------------------ | ------------------------------------------------------------------------ | ------------------------------------------------------------------------ |
| 06-01-2019                                                               | al-'Ayn                                                                  | Australia                                                                | 0 – 1                                                                    | Giordania                                                                | Coppa d'Asia 2019 - 1º turno                                             | -                                                                        |                                                                          |
| 10-01-2019                                                               | al-'Ayn                                                                  | Giordania                                                                | 2 – 0                                                                    | Siria                                                                    | Coppa d'Asia 2019 - 1º turno                                             | -                                                                        | 52’                                                                      |
| 20-01-2019                                                               | Dubai                                                                    | Giordania                                                                | 1 – 1 dts (2-4 dtr)                                                      | Vietnam                                                                  | Coppa d'Asia 2019 - Ottavi di finale                                     | -                                                                        | 105+2’                                                                   |
| 24-3-2021                                                                | Dubai                                                                    | Giordania                                                                | 1 – 0                                                                    | Libano                                                                   | Amichevole                                                               | -                                                                        |                                                                          |
| 30-3-2021                                                                | Dubai                                                                    | Giordania                                                                | 2 – 1                                                                    | Bahrein                                                                  | Amichevole                                                               | 1                                                                        |                                                                          |
| Totale                                                                   |                                                                          | Presenze                                                                 | 5                                                                        |                                                                          | Reti                                                                     | 1                                                                        |                                                                          |